# Libertas Livorno
Libertas Livorno – włoski zawodowy klub koszykarski z siedzibą w Livorno. Klub powstał w 1 listopada 1947 roku, by w 1991 połączyć się z innym klubem z miasta – Pallacanestro, zostając przy nazwie Libertas. Trzy lata później klub ogłosił bankructwo i obecnie gra w Serie C2 (najniższa liga rozgrywkowa we Włoszech).
W Lega Basket A gra obecnie inny klub z Livorno – Basket, który został założony w 1995 roku.

## Czasy Libertas
Najlepszy wynik Libertas to wicemistrzostwo kraju w sezonie 1988/89 oraz udział w Pucharze Koracia w sezonach 1984/85 i 1989/90. W przeszłości klub zmieniał nazwę, dzięki sponsorom tytularnym:
- Fargas Livorno (1966-68),
- Peroni Livorno (1982-85),
- Cortan Livorno (1985-86),
- Boston Livorno (1986-87),
- Enichem Livorno (1987-89),
- Enimont Livorno (1989-90)
- Baker Livorno (1991-94).

### Sukcesy
- wicemistrzostwo Włoch w 1989 roku po porażce z Olimpią Mediolan (92:79, 81:100, 69:73, 83:77, 85:86).

## Czasy Pallacanestro
Dla Pallacanestro natomiast najlepszym wynikiem było 8 miejsce w sezonie 1987/88, co dało udział w Pucharze Koracia w następnym sezonie. Klub ten również wielokrotnie zmieniał nazwę, podpisując umowy sponsorskie:
- Cama Livorno (1955-56),
- Magnadyne Livorno (1980-81),
- Rapident Livorno (1981-84),
- OTC Livorno (1984-85),
- Allibert Livorno (1985-89),
- Garessio 2000 Livorno (1989-90),
- Tombolini Livorno (1990-91).

## Najlepsi zawodnicy w dziejach klubu
W barwach Libertas:
- Žan Tabak
- Gianmarco Pozzecco
- Micheal Ray Richardson
- Wendell Alexis

W barwach Pallacanestro:
- Rafael Addison
- Brad Wright